# Naturschutzgebiet Stellmoorer Tunneltal

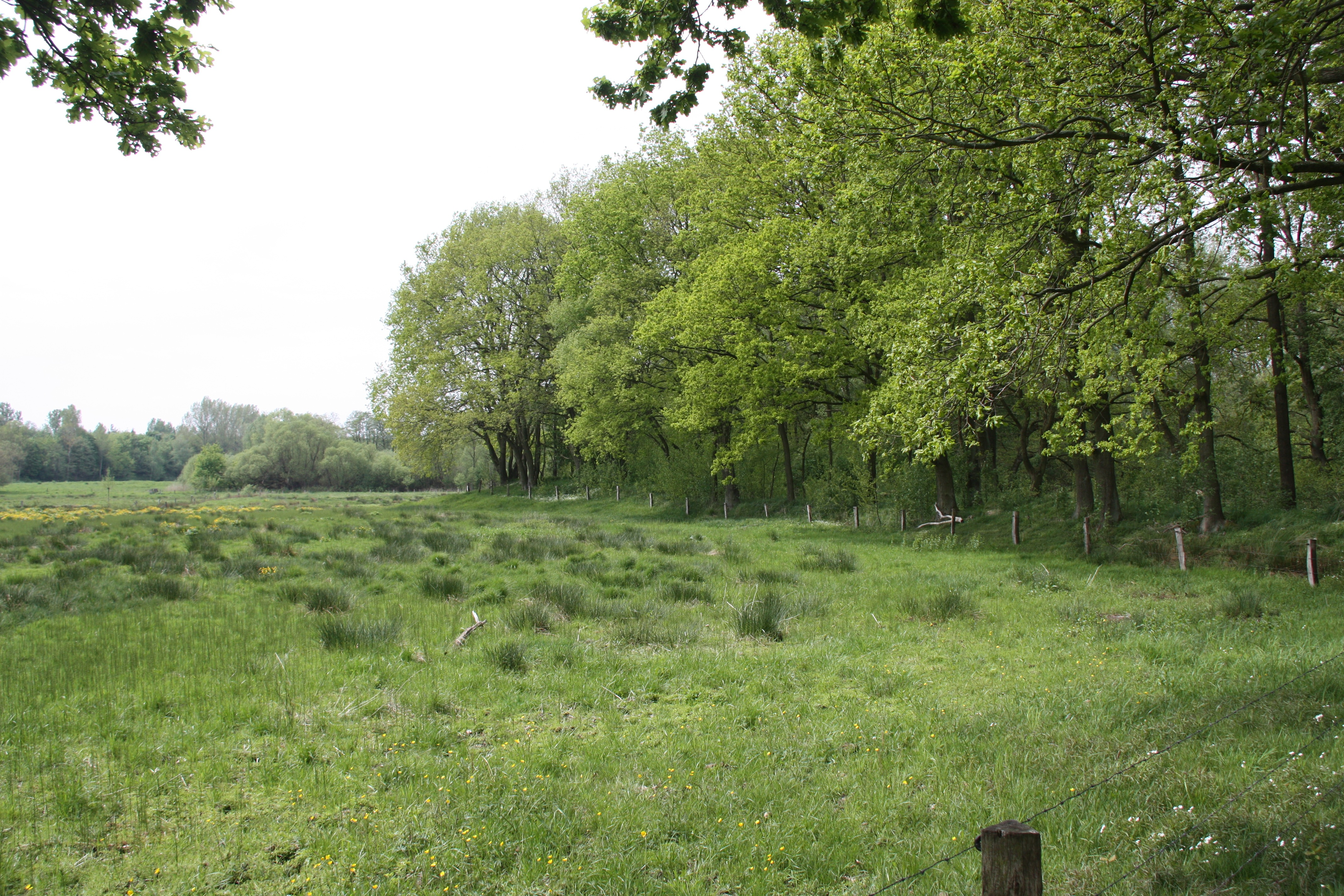
Rand des ehemaligen Eichen-Krattwaldes

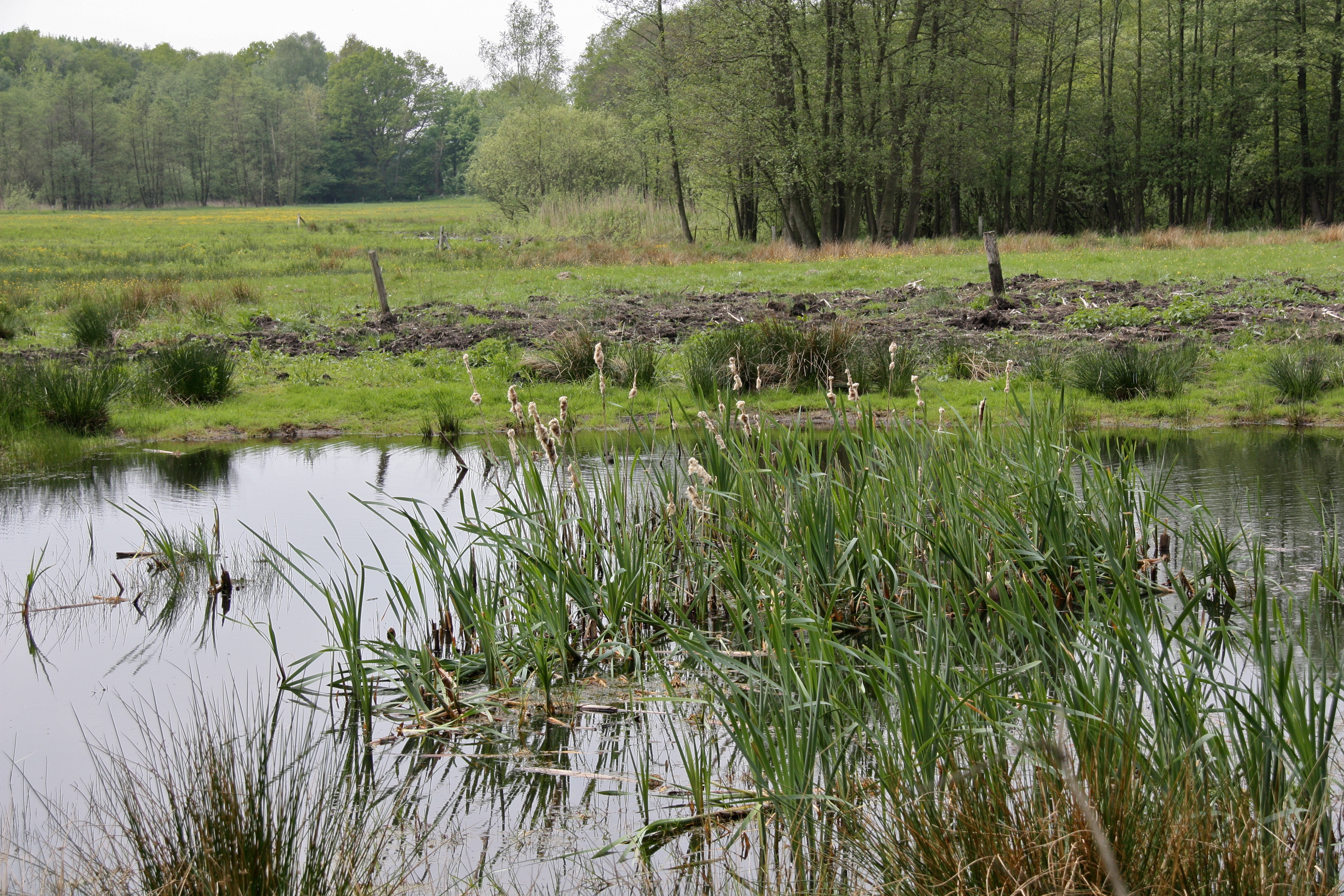
Teich im Wandse-Tal

Das Naturschutzgebiet Stellmoorer Tunneltal liegt im Hamburger Stadtteil Rahlstedt in der Nähe der Naturschutzgebiete Höltigbaum und Ahrensburger Tunneltal an der Grenze zu Schleswig-Holstein. Es ist europäisches Schutzgebiet nach der Fauna-Flora-Habitat-Richtlinie.

## Entwicklung
Das circa 217 Hektar große Naturschutzgebiet erhielt am 28. März 1978 seinen Schutzstatus und gehört damit zu den älteren Naturschutzgebieten in Hamburg. Es wird heute vom NABU betreut. Die Grenzziehung des NSG wurde mehrfach verändert und erweitert, es enthält allerdings weiterhin Siedlungsenklaven und eine entsprechende Infrastruktur.
Die besondere geologische Situation, zahlreiche archäologische Funde und die ökologische Bedeutung begründen den Schutz. Das Gelände besteht aus eiszeitlichen Geländeformen, Nasswiesen, Bachläufen und Niederwald. Es ist räumlich eng verbunden mit den Naturschutzgebieten Höltigbaum und Ahrensburger Tunneltal, die beide in unmittelbarer Nähe liegen, und wird in vielen Belangen als eine Einheit mit dem Höltigbaum behandelt.

## Geologie
Das Gelände wurde durch die Weichsel-Eiszeit geformt und stellt den unteren Teil eines Tunneltals dar, das durch Schmelzwassererosion nahe dem Rand der Vereisung entstanden ist. Durch umfangreiche geologische Untersuchungen kennt man den Aufbau der Sedimente heute sehr genau. Vor allem kiesige Schmelzwassersande sowie Übertiefungen in der vermuteten Fließrichtung von Wasser und Eis zeigen, dass es sich nicht um ein normales Flusstal handelt. Querrippen und Drumlins mit aufragenden Sedimentkernen der vorhergehenden Vergletscherung finden sich an der Talsohle.
Der durch Kiesentnahmen im 20. Jahrhundert deutlich veränderte Oser entstand wahrscheinlich durch Sedimentaufschüttung unter dem Eis in der Spätphase der Vergletscherung. Aus dieser Zeit finden sich auch Spuren, die auf abgelagertes Toteis schließen lassen.
Heute sind die alten Schmelzwasserrinnen die Täler von Wandse und dem in diese einmündenden Stellmoorer Quellfluss.

## Ökologie
Aufgrund des sumpfigen Untergrundes wurde das Gebiet in neuerer Zeit noch nicht großflächig bebaut oder intensiv landwirtschaftlich genutzt. Durch die langjährige Nutzung zur Brennholzgewinnung haben sich hier niedrige Eichen-Krattwälder erhalten. 
Nach umfangreichen Renaturierungsmaßnahmen vor allem am Wandse-Tal in den 1980er-Jahren sind beide Flusstäler heute in weiten Teilen wieder feucht und sumpfig. Die Wandse verfügt über ein naturnahes Rückhaltebecken, mit dichtem Röhrichtgürtel und reicher Wasserflora und -fauna. In den sumpfigen Teilen kommen unter anderem der Kammmolch, der Moorfrosch, die seltene Mond-Azurjungfer, die Große Königslibelle oder die Kleine Pechlibelle vor.
Brutvogelarten im Gebiet sind Kiebitz, Bekassine, Zwergtaucher, Rothalstaucher, Braunkehlchen, Pirol und Eisvogel.

## Archäologie
Eine Besonderheit sind die Rentierjägerfunde der jungsteinzeitlichen Hamburger Kultur durch Alfred Rust, deren Fundort Stellmoor den Namen der Gegend bekannt gemacht hat. An einer Reihe von spätglazialen Seen gab es hier am Ende der letzten Eiszeit Sommerlager von Rentierjägern, die heute bedeutsame archäologische Fundplätze sind. Die Funde werden häufig der Kultur des Magdalénien zugerechnet.

## Gefährdung des Gebietes
Das Gebiet ist sehr störungsanfällig, weil es sehr schmal ist und seine Grenzen  keinen geschlossenen Raum umschließen, sondern an vielen Stellen durch Siedlungen oder Verkehrswege aufgeweicht sind. Mehrere Besiedlungsblöcke, besonders entlang der Straße Hagenweg, sind nicht Bestandteil des NSG. Die Straße Hagenweg ist als Zufahrt zu diesen Häusern und zu den ehemaligen Müllbergen ausgebaut. Das Gebiet grenzt im südlichen Teil unmittelbar an die Besiedlung in Rahlstedt. Durchquert wird das Gebiet von der 1865 eröffneten und seit 2008 elektrifizierten Bahnstrecke Hamburg-Lübeck sowie von einer 380-kV-Stromleitung. Aufgrund der Nähe zu den Wohngebieten und der guten Zugänglichkeit ist der Druck durch erholungssuchende Menschen auf das Gebiet sehr groß.

## Fotografien

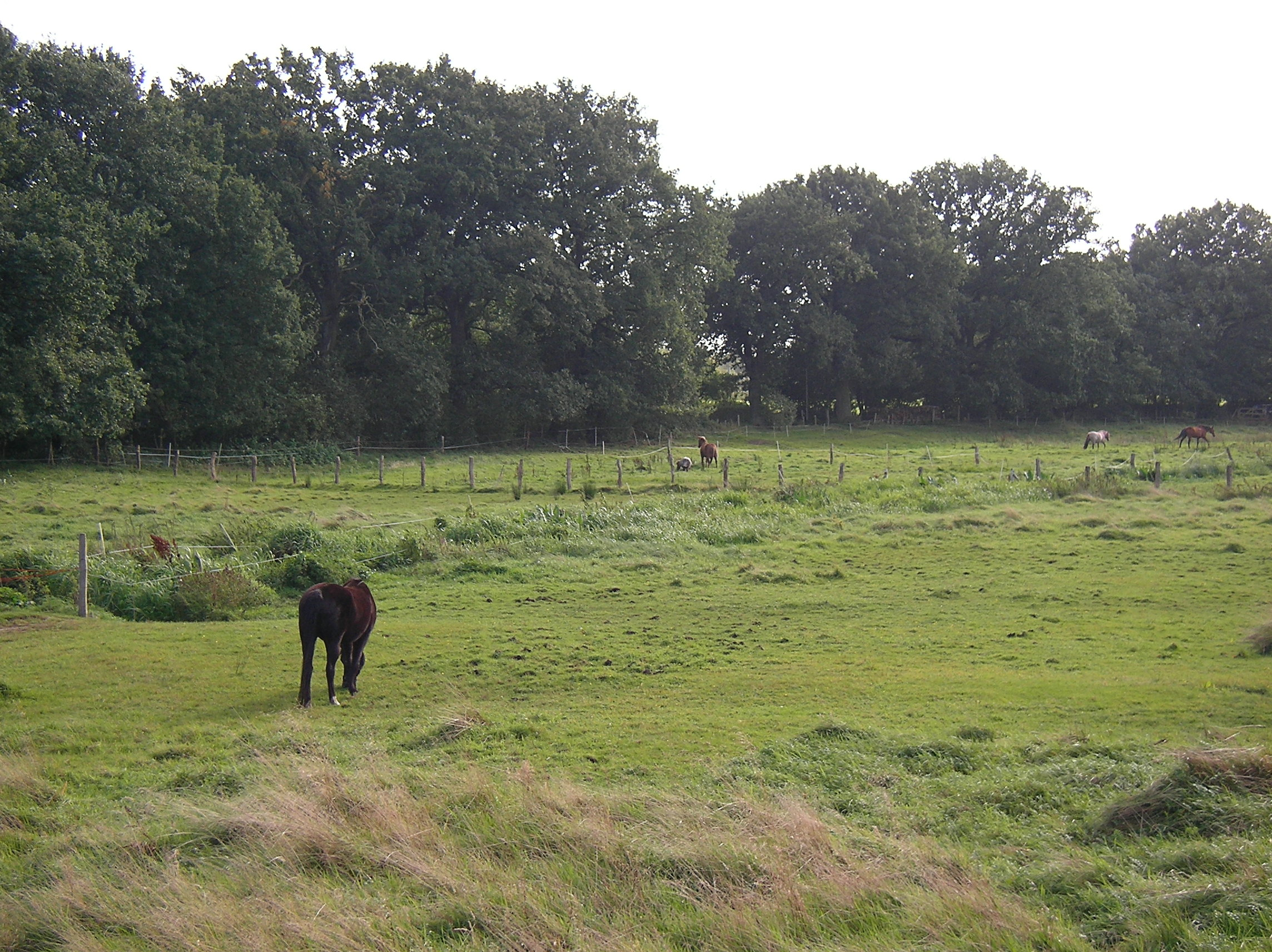
Weiden am Westrand
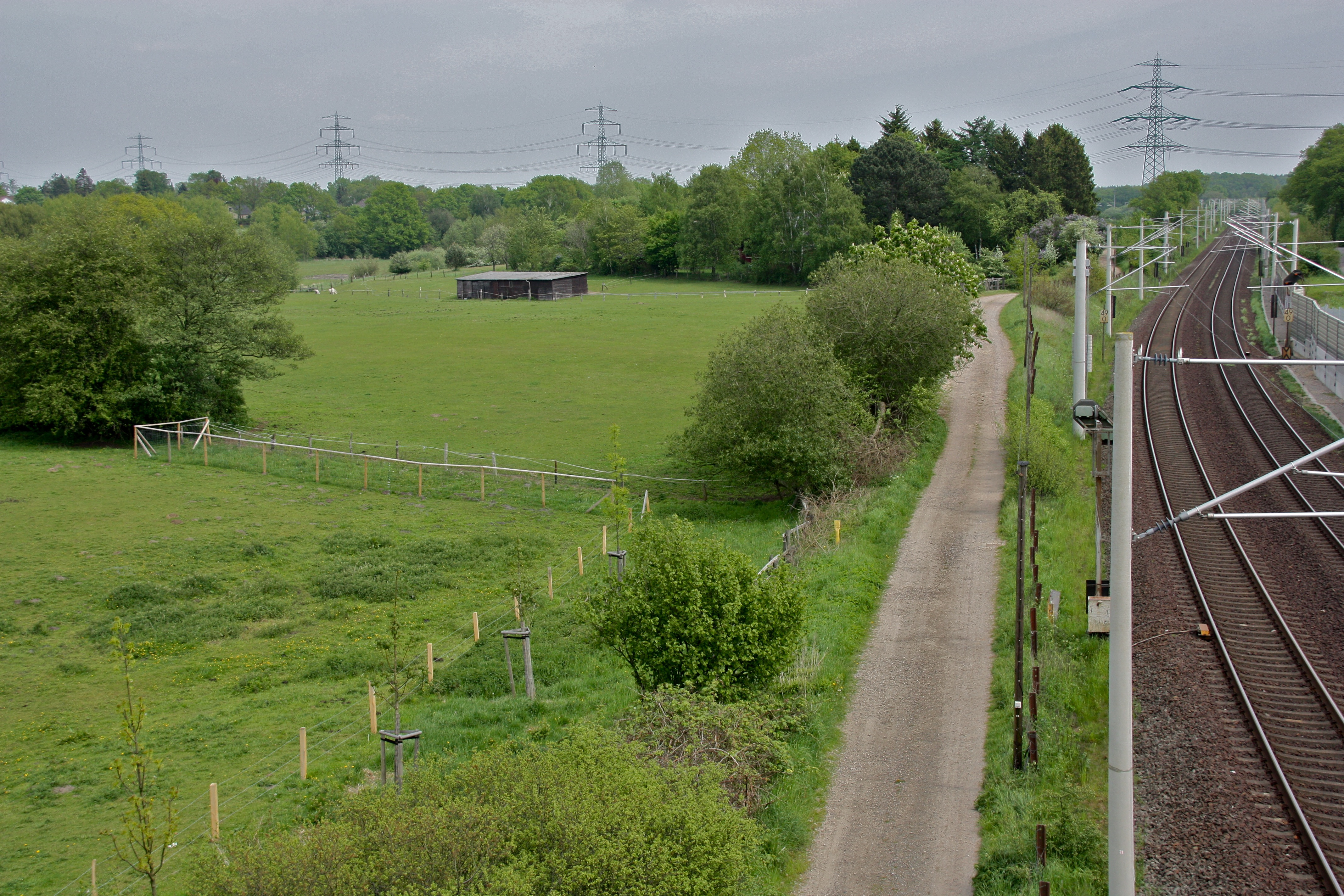
Bahndamm und Straßen in der Nähe des Hagenwegs
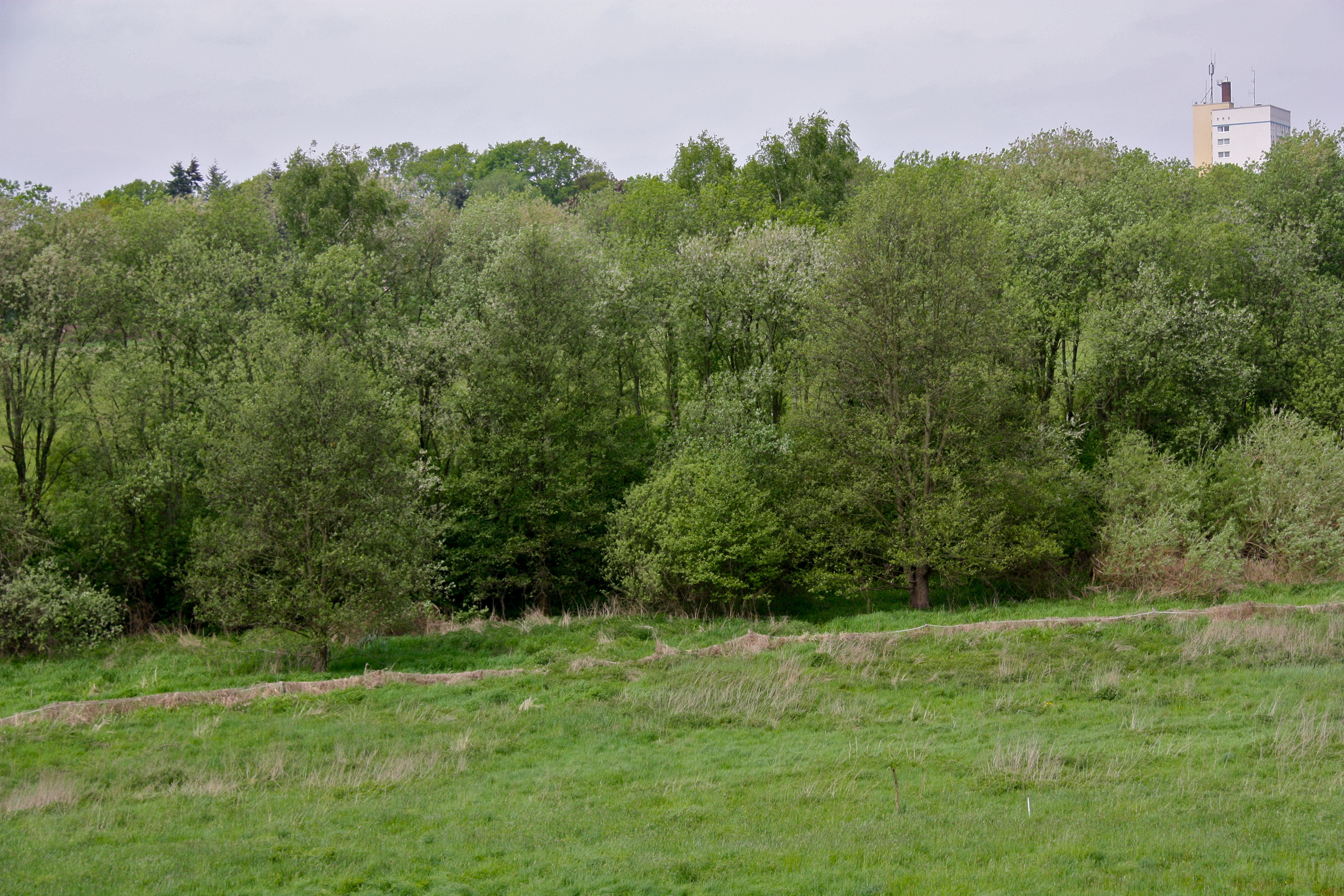
Blick aus dem NSG in Richtung Meiendorf
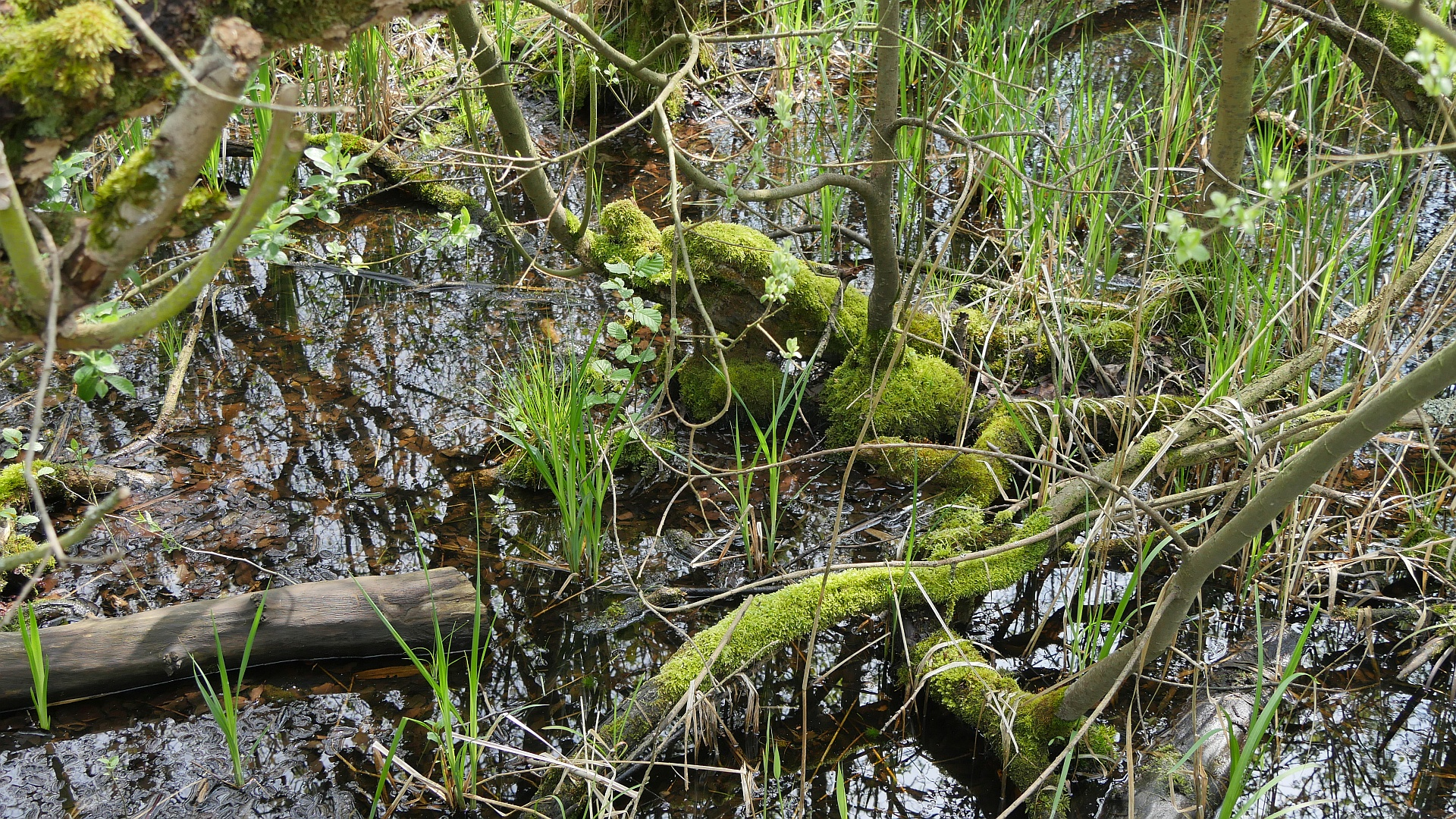
In einem Feuchtgebiet im Stellmoorer Tunneltal (2021)